# Vettor Pisani (Künstler)
Vettor Pisani (* 14. Juni 1934 in Ischia, Italien; † 22. August 2011 in Rom) war ein italienischer Bildhauer, Performancekünstler und Konzeptkünstler und als Objektkünstler auch Vertreter der Arte Povera.

## Leben und Werk
Vettor Pisani begann mit einem Studium der Architektur in Neapel, gab dies aber in den späten 1950er Jahren wieder auf um sich, unter anderem, dem Studium der Rosenkreuzer zu widmen. Er beschäftigte sich 1960 bis 1965 mit einer begrifflichen Analyse der Arbeiten von Robert Motherwell und von 1965 bis 1970 mit den Arbeiten von Marcel Duchamp.
Im Jahr 1970 zog er nach Rom und stellte seine Arbeiten erstmals 1970 in der Ausstellung Maschile, femminile e androgino: Incesto e cannibalismo in Marcel Duchamp in Rom in der Galeria Salita aus, in der er zum Beispiel psychoanalytisch beeinflusste Objekte wie „Chocolate Cast of Suzanne Duchamp“ (1965) zeigte.
Vettor Pisani wurde mit dem Premio Pino Pascali im Jahr 1970 ausgezeichnet und begann mit seiner Teilnahme an der Arte Povera – Bewegung und mit der Zusammenarbeit mit Michelangelo Pistoletto.
Im Jahr 1972 war er mit der Performance „L´Eroe da Camera“, in deren Mittelpunkt eine nackte, angekettete Frau (seine Schwester) stand, Teilnehmer der Documenta 5 in Kassel in der Abteilung Individuelle Mythologien: Selbstdarstellung – Performances – Activities – Changes.
Er zog in seiner Kunst Parallelen zwischen künstlerischen und alchemistischen Aktivitäten und beschrieb Parallelen zwischen Marcel Duchamp, Yves Klein und Joseph Beuys zum Beispiel bei „Das Kaninchen ist nicht wie Joseph Beuys“ (1975).
Seine Arbeiten und Performances sind Szenografien mit mythologischen und symbolhaften Elementen. Er trat mit Kaninchen und nackten Menschen auf, provozierte und machte nachdenklich.
Vettor Pisani war 1976 mit einem Beitrag auf der Biennale von Venedig vertreten und nahm auch an den Biennalen 1978, 1984, 1986, 1990 und 1993 und an der Quadriennale di Roma 1986 und 1992 teil. Im Jahr 1982 fand im Museum Folkwang in Essen eine große Retrospektive statt, die 1990 in Valencia und 1992 in der Galerie Civica d’Arte Contemporanea in Trient gezeigt wurde.